# Operação Faroeste

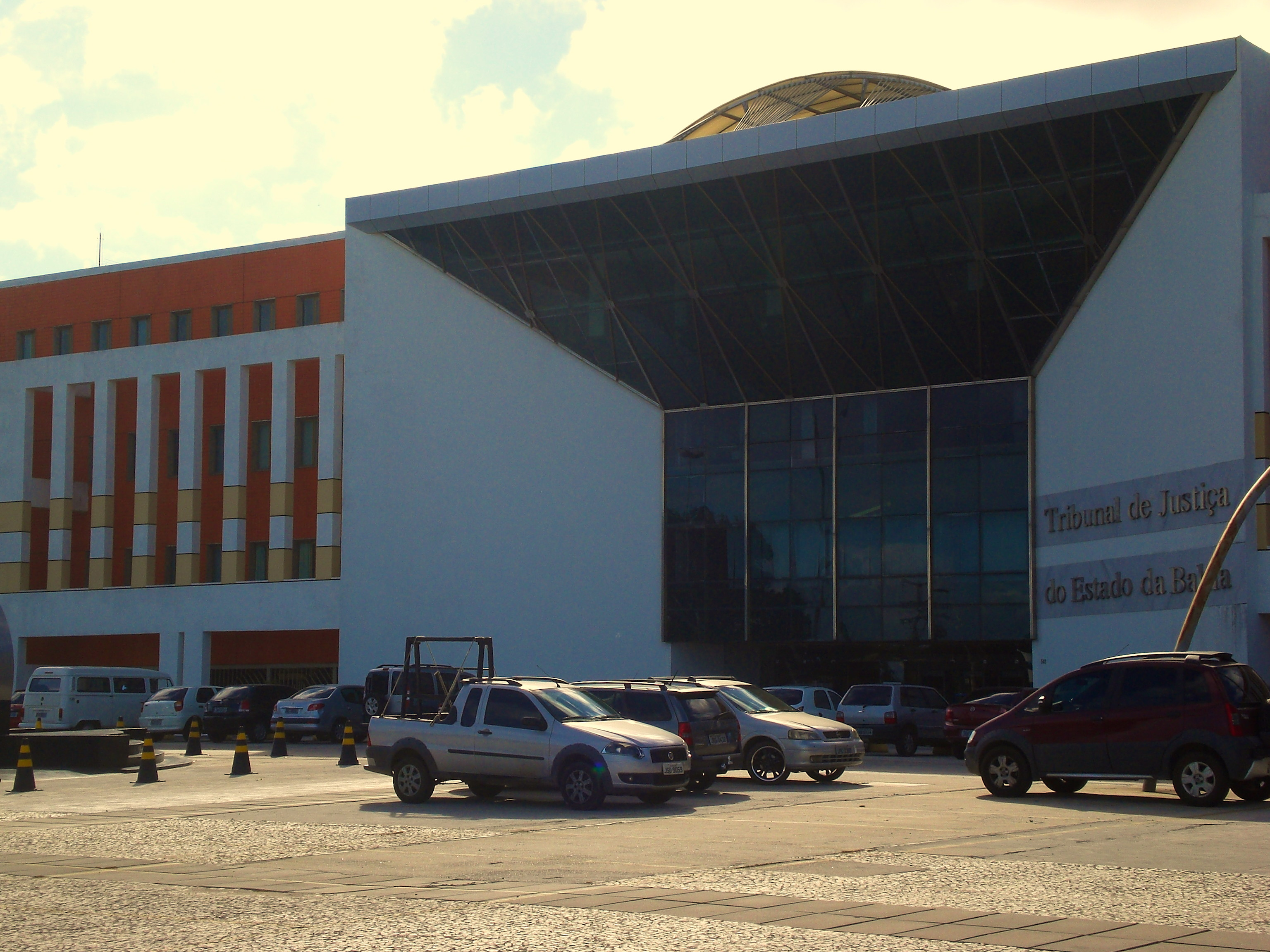
O Tribunal de Justiça da Bahia, alvo das ações da PF contra a corrupção derivada da grilagem de terras na Bahia.

A Operação Faroeste é uma série de ações da Polícia Federal do Brasil, deflagrada inicialmente em 19 de novembro de 2019, e com desdobramentos nos meses do ano seguinte, visando apurar o envolvimento de membros do Tribunal de Justiça da Bahia (TJ-BA) num suposto esquema de venda de sentenças, formação de quadrilha, grilagens de terra na Região Oeste daquele estado, dentre outros crimes. Em razão de envolver autoridades máximas do judiciário baiano o processo tramita em segredo de justiça.
Já no primeiro momento, demonstrando a gravidade da situação, o Superior Tribunal de Justiça (STJ) determinou o afastamento imediato do então Presidente do TJ-BA, desembargador Gesivaldo Brito, além de cinco outros juízes; ao longo das investigações foram apuradas a participação de mais juízes, servidores públicos da secretaria de segurança pública e do ministério público estadual; suas sexta e sétima fases, desencadeadas no final de 2020, culminaram com as prisões temporárias de mais duas desembargadoras e no afastamento do então titular da Secretaria da Segurança Pública do Estado da Bahia do governo Rui Costa, Maurício Barbosa.

## Ações iniciais
A operação visava deslindar um "esquema de venda de decisões judiciais, além de corrupção ativa e passiva, lavagem de ativos, evasão de divisas, organização criminosa e tráfico de influência", envolvendo a cúpula do Tribunal de Justiça, a mais alta corte judicial do estado da Bahia; foram inicialmente afastados de seus cargos, além do presidente do Tribunal, os também desembargadores José Olegário Monção, Maria da Graça Osório e Maria do Socorro Barreto Santiago, e os juízes ordinários Maraivalda Moutinho e Sérgio Humberto Sampaio; além do afastamento dos magistrados de suas funções (com proibição de entrarem no prédio do Tribunal ou ter contato com os demais envolvidos), foram presos o suposto cônsul da Guiné-Bissau Adailton Maturino dos Santos, o casal de advogados Antônio Roque do Nascimento Neves e Geciane Souza Maturino dos Santos e o advogado e genro da desembargador Maria do Socorro, Márcio Duarte Miranda.
A operação foi desencadeada nas cidades de Brasília e ainda em Barreiras, Formosa do Rio Preto e Santa Rita de Cássia (as três na região Oeste do estado), além de Salvador (sede do TJ), às vésperas da eleição para os cargos diretivos do TJ-BA, razão pela qual uma das envolvidas e que foram afastadas, Maria do Socorro Santiago, alegou ter sido esta a motivação da Operação, bem como ter sido arquivada uma representação contra a mesma junto ao Conselho Nacional de Justiça. O Tribunal, em nota, afirmou ter se sentido "surpreendido" com a operação, e que seus integrantes iriam prestar os devidos esclarecimentos, e que o primeiro vice-presidente, desembargador Augusto de Lima Bispo, iria assumir a vacância presidencial interina.

## Crimes investigados
A motivação criminosa segundo o Ministério Público Federal (MPF), envolvia a legalização de terras griladas no Oeste Baiano (razão do nome da Operação), numa área estimada inicialmente em 360 000 ha, movimentando bilhões de reais com uso de "laranjas" e empresas de fachada para legalizar os recursos ilicitamente obtidos, envolvendo além dos membros do judiciário baiano e advogados, produtores rurais.

## Fases
As etapas iniciais da operação levaram à denunciação criminal de quinze envolvidos, entre oito desembargadores e juízes, advogados e servidores; já no dia seguinte à sua deflagração a Corregedoria Nacional de Justiça (CNJ) deu início aos processos contra os magistrados envolvidos; três dias após seu início foi preso o juiz Sérgio Humberto de Quadros Sampaio em desdobramento da operação; dez dias depois foi presa a desembargadora Maria do Socorro Barreto Santiago, ex-presidenta da Corte baiana, sob acusação de estar a destruir provas do caso e descumprir a ordem de se manter afastada dos funcionários do Poder Judiciário.
Batizada de "Estrela de Nêutrons", no dia 19 de dezembro de 2019 a Polícia Federal desencadeou mais uma etapa da operação, desta feita cumprindo quatro mandados de busca e apreensão na capital do estado tendo por alvos um advogado e um joalheiro que estariam envolvidos na lavagem do dinheiro do esquema de corrupção.
A quinta fase teve lugar nas cidades de Salvador e Mata de São João, no dia 3 de março de 2020, na Bahia, e ainda no estado de Mato Grosso, cumprindo três mandados de prisão temporária e outros oito de busca e apreensão; duas das prisões envolviam mais uma desembargadora e um filho desta, advogado.
As fases 6 e 7 ocorreram no dia 14 de dezembro de 2020, nas cidades de Salvador, Barreiras, Catu, Uibaí e Brasília, onde foram cumpridos mandados de busca e apreensão; além do afastamento do Secretário da Segurança Pública (cuja defesa alegou ter-se dado em face da sua "omissão" na apuração dos fatos) e da delegada-chefe do estado Gabriela Caldas Rosa de Macêdo, tiveram as prisões temporárias decretadas pelo STJ as desembargadoras Lígia Maria Ramos Cunha Lima e Ilona Márcia Reis do TJ-BA, e ainda para Ronilson Pires de Carvalho; os atos persecutórios foram expedidos pelo Presidente da Corte Federal, Og Fernandes, a pedido da subprocuradora da República, Lindôra Araújo. Também foi alvo dessas fases a ex-cantora do grupo Timbalada, Amanda Santiago, filha da desembargadora presa em dezembro de 2019, Maria do Socorro Barreto Santiago: ela e duas irmãs seriam usadas pela mãe como forma de captação da propina, segundo a acusação, refutada por uma das filhas, Mariana Santiago, que é advogada.
Numa fase anterior a polícia havia apreendido o celular do joalheiro Carlos Rodeiro e, nele, encontrado mensagens que o ligavam à ex-Procuradora Geral de Justiça (PGJ) do estado, Ediene Lousado, levantando inclusive a suspeita de tentativa de cooptação da ex-Procuradora Geral da República, Raquel Dodge, a quem Lousado teria levado uma joia como presente de Rodeiro, suspeito de ser uma das "vias de lavagem de dinheiro no pagamento de vantagens indevidas para julgadores corruptos baianos"; Lousado teria recebido joias e empréstimos, supostamente em troca da blindagem nas investigações integrando um grupo que a PF chamou de "núcleo de defesa social" do qual fariam parte, além de Lousado, o ex-secretário Barbosa e sua chefe de gabinete, financiados pelo empresário José Marcos de Moura. Em nota Dodge disse que o colar recebido era feito de conchas, e que o inquérito que deu lugar a toda a operação, sob número 1 258/DF, fora instaurado em 2013 e que somente durante sua gestão à frente da PGR o mesmo veio a ser, em 19 de novembro de 2019, tornado público com a deflagração dos pedidos de busca, apreensão e afastamento de cargos. Ediene Lousado, que havia sido indicada para compor o Conselho Nacional do Ministério Público, foi afastada do cargo por determinação do STJ. Em nota ela declarou que o empréstimo fora declarado ao Imposto de Renda, e motivado por "custeio de um imprevisto e urgente tratamento de saúde de familiar", e que as mensagens trocadas com o joalheiro refletiam conversas com "amigo de longa data, que revelam tão somente questões  de ordem íntima", bem como irá provar sua inocência.

## Fase processual: oferecimento de denúncias
Em fins de dezembro de 2020 foi oferecida denúncia criminal, peça que dá início ao processo junto ao STJ, contra a desembargadora Ilona Reis, os advogados acusados de serem os operadores do esquema Marcelo Junqueira Ayres Filho e Fabrício Bôer da Veiga e ainda Júlio César Cavalcanti Ferreira; nela se procura demonstrar o recebimento de verbas em troca de decisões judiciais; a desembargadora recebera transferências de um zelador, Reinaldo Santana Bispo, em valores que superaram vinte e quatro milhões de reais.
No dia 2 de janeiro de 2021 foi denunciada a desembargadora Lígia Maria Ramos Cunha, dois de seus filhos (Arthur e Rui Barata) e ainda três advogados (Júlio César Cavalcanti Ferreira, que fez delação premiada, Diego Freitas Ribeiro e Sérgio Celso Nunes Santos), por organização criminosa; na petição o MPF pediu ainda a destituição de função pública aos réus que tenham tal condição e indenização por danos coletivos; tendo por base documentos oferecidos pela colaboração de Ferreira, a denúncia informa que o esquema tivera início em agosto de 2015 tão logo a desembargadora ascendeu ao cargo e continuara até dezembro de 2020, mesmo com a Operação Faroeste já em andamento e a mesma foi detida preventivamente após constatar-se a destruição de provas.